# Comuna Hilișeu-Horia, Botoșani
Hilișeu-Horia este o comună în județul Botoșani, Moldova, România, formată din satele Corjăuți, Hilișeu-Cloșca, Hilișeu-Crișan, Hilișeu-Horia (reședința) și Iezer.
Comuna a fost întemeiată la sfârșitul secolului XVIII, pe un teren cu diverse forme de relief, în care predominau dealurile acoperite cu păduri care închid cuprinsul comunei ca un zid ce odinioară stăvilea apele provenite din precipitațiile atmosferice și revărsarea râului Jijia, ape care formau bălți pe circa 1/3 din suprafața comunei.

## Demografie
Componența etnică a comunei Hilișeu-Horia
     Români (95,77%)
     Alte etnii (0,15%)
     Necunoscută (4,08%)
Componența confesională a comunei Hilișeu-Horia
     Ortodocși (87,29%)
     Penticostali (8,09%)
     Alte religii (0,45%)
     Necunoscută (4,17%)
Conform recensământului efectuat în 2021, populația comunei Hilișeu-Horia se ridică la 3.312 locuitori, în scădere față de recensământul anterior din 2011, când fuseseră înregistrați 3.415 locuitori. Majoritatea locuitorilor sunt români (95,77%), iar pentru 4,08% nu se cunoaște apartenența etnică. Din punct de vedere confesional, majoritatea locuitorilor sunt ortodocși (87,29%), cu o minoritate de penticostali (8,09%), iar pentru 4,17% nu se cunoaște apartenența confesională.

## Politică și administrație
Comuna Hilișeu-Horia este administrată de un primar și un consiliu local compus din 13 consilieri. Primarul, Ioan Butnaru[*], de la Partidul Social Democrat, este în funcție din 2012. Începând cu alegerile locale din 2024, consiliul local are următoarea componență pe partide politice:
|  | Partid                          | Consilieri | Componența Consiliului | Componența Consiliului | Componența Consiliului | Componența Consiliului | Componența Consiliului | Componența Consiliului | Componența Consiliului | Componența Consiliului | Componența Consiliului |
|  | ------------------------------- | ---------- | ---------------------- | ---------------------- | ---------------------- | ---------------------- | ---------------------- | ---------------------- | ---------------------- | ---------------------- | ---------------------- |
|  | Partidul Social Democrat        | 9          |                        |                        |                        |                        |                        |                        |                        |                        |                        |
|  | Partidul S.O.S. România         | 1          |                        |                        |                        |                        |                        |                        |                        |                        |                        |
|  | Alianța pentru Unirea Românilor | 1          |                        |                        |                        |                        |                        |                        |                        |                        |                        |
|  | Partidul Național Liberal       | 1          |                        |                        |                        |                        |                        |                        |                        |                        |                        |
|  | Partidul Ecologist Român        | 1          |                        |                        |                        |                        |                        |                        |                        |                        |                        |

## Personalități
- Constantin Vârnav (n. 21 august 1806, Hilișeu, județul Dorohoi – d. 21 august 1877, Iași) a fost un medic român, protomedic al Moldovei între anii 1849-1855, organizator al sistemului sanitar în Moldova și deputat în Parlamentul României.